# Tay Eich
Tay Eich (* 1. April 1955 in West-Berlin) ist ein Hamburger Rechtsanwalt, Vereinsfunktionär sowie ehemaliger Bundestagsabgeordneter (Die Grünen).

## Ausbildung und Beruf
Nach dem Besuch eines Gymnasiums in Hamburg studierte Eich Rechtswissenschaft an der Universität Hamburg. Er legte das Zweite Staatsexamen ab und ist seitdem in Hamburg als Rechtsanwalt tätig.

## Politik
Eich war eine der führenden Personen der Hamburger Bunten Liste. Von 1985 bis 1987 gehörte er dem Landesvorstand der Hamburger Grün-Alternativen Liste (GAL), der Nachfolgepartei der Bunten Liste, an. Daneben war er Mitglied der Bundesprogrammkommission der Grünen. Anfang der 1990er-Jahre schloss er sich der Ökologischen Linken um Jutta Ditfurth an und wurde Redakteur der Zeitschrift ÖkoLinX.
Am 20. Februar 1989 rückte Eich über die Hamburger Landesliste der Grünen für Thomas Ebermann in den Deutschen Bundestag nach, dem er bis zum Ende der 11. Wahlperiode im Dezember 1990 angehörte. Im Bundestag war Eich Stellvertretendes Mitglied des Verteidigungsausschusses sowie Stellvertretendes Mitglied des Ausschusses für innerdeutsche Beziehungen.
Daneben war Eich Mitglied der Parlamentarischen Versammlung des Europarates und der Versammlung der Westeuropäischen Union.

## Vereinstätigkeit
Tay Eich war von 2010 bis zum 7. Januar 2014 stellvertretender Aufsichtsrats-Vorsitzender des FC St. Pauli.